# Синдром Рубинштейна — Тейби
Синдром Рубинштейна — Тейби (синоним: синдром широкого I пальца кистей и стоп, специфического лица и умственной отсталости) впервые описан в 1963 г. J. Rubinstein и Н. Taybi.
Популяционная частота — 1:25 000 — 30000, соотношение полов — 1:1.
Тип наследования аутосомно-доминантный (ген CREBBP в локусе 16p13.3), но в большинстве случаев мутация возникает спонтанно, то есть не наследуется от родителей.
Дифференциальный диагноз: брахидактилия, тип D, акроцефалосиндактилия, тип VI.
Минимальные диагностические признаки: прогрессирующая умственная отсталость, широкие терминальные фаланги первых пальцев кистей и стоп, характерное лицо, отставание роста и костного возраста, микроцефалия, крипторхизм.

## Клиническая характеристика
Основными признаками синдрома являются отставание психофизического развития, дисплазия лица, аномалии развития пальцев. У 94 % больных рост ниже среднего. Костный возраст значительно отстаёт от паспортного (94 %). Отмечается олигофрения (100 %) (в большинстве случаев — тяжёлая умственная отсталость, задержка моторного и речевого развития). Характерна чрезмерная отвлекаемость, плохая концентрация внимания, трудность овладения речью.
Комплекс черепно-лицевых дисморфий включает брахицефалию, микроцефалию, большой и поздно закрывающийся родничок, выступающий лоб с низким ростом волос, приподнятые дугообразные брови, антимонголоидный разрез глаз (93 %), широкую переносицу, эпикант (62 %), длинные ресницы, птоз, широкую спинку носа (71 %), загнутый книзу кончик носа (клювовидный нос) (90 %), гипоплазию крыльев носа (72 %), умеренную ретрогнатию, гримасу, напоминающую улыбку, высокое арковидное небо (93 %).
Со стороны глаз отмечаются косоглазие (79 %) и аномалии рефракции (58 %). Ушные раковины деформированы, уменьшены или увеличены (74 %).
Аномалии пальцев заключаются в расширении, укорочении и уплощении ногтевых фаланг первых пальцев кистей и стоп (100 %), иногда терминальных фаланг других пальцев кисти (60 %), вальгусной деформации межфаланговых суставов, удвоении ногтевой фаланги первых пальцев стоп (30 %), реже — проксимальной фаланги, в ряде случаев — полидактилии стоп, частичной синдактилии кистей и стоп.
Отмечаются также лордоз, кифоз, сколиоз, аномалии грудины и рёбер, уплощение крыльев тазовых костей.
В половине случаев встречаются гирсутизм, ярко-красный невус на коже лба, затылка, боковой поверхности шеи. Часты изменения дерматоглифических показателей.
Пороки развития внутренних органов включают незаращение артериального протока и дефекты перегородок сердца, одностороннюю аплазию почек, удвоение почек, гидронефроз, расширение мочеточников или их стеноз, дивертикул мочевого пузыря, крипторхизм (в 79 % случаев), нарушение лобуляции легких, агенезию или аплазию мозолистого тела (обнаруживаемую при МРТ-исследовании).